# Marco Liberi

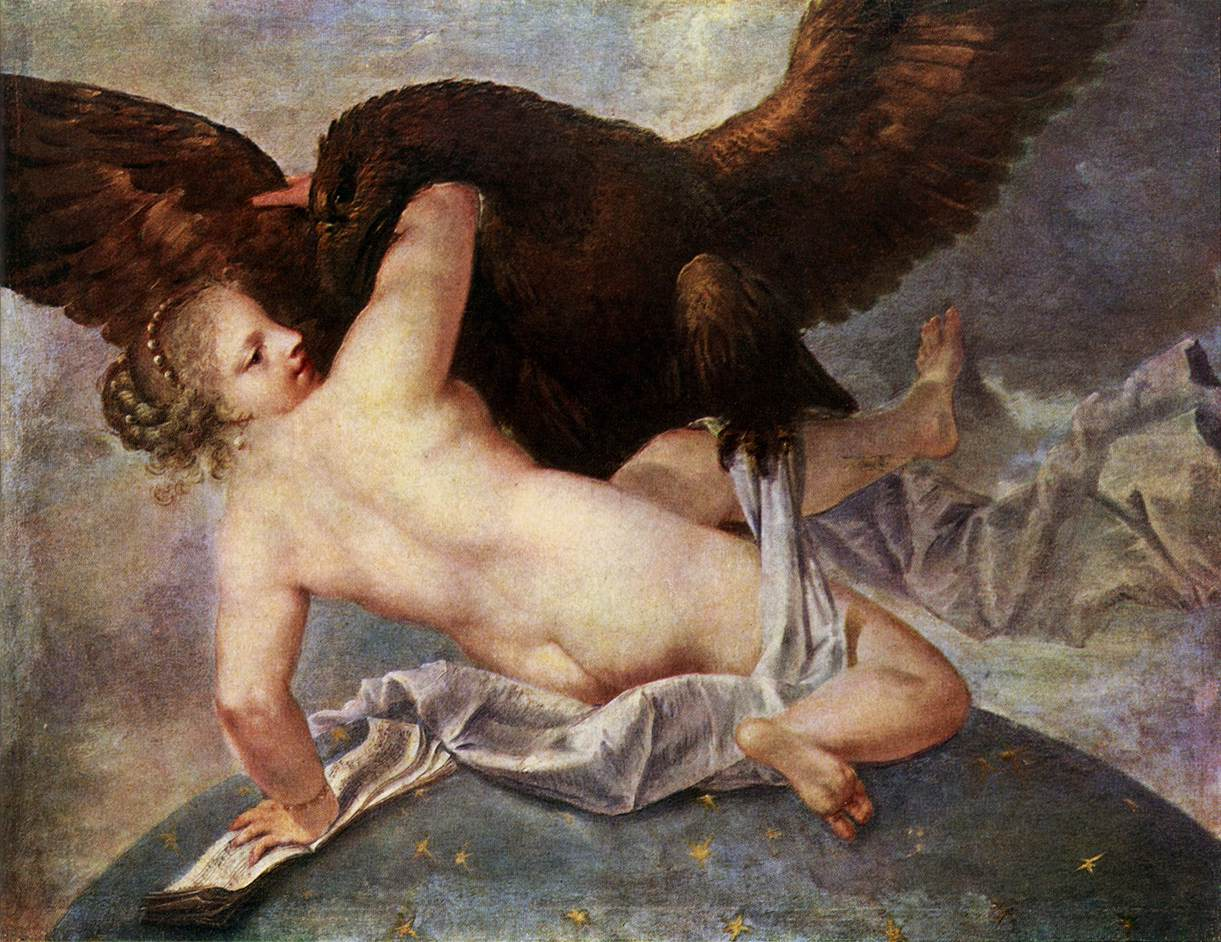
Giove e Asteria, Museo di Belle Arti di Budapest

Marco Liberi (Venezia, 1644 circa – post 1691) è stato un pittore italiano.